# Ad Koppejan
Adriaan Jacobus (Ad) Koppejan (Zoutelande, 2 oktober 1962) is een Nederlands politicus. Namens het Christen-Democratisch Appèl was hij van 2006 tot 2012 lid van de Tweede Kamer der Staten-Generaal. Eerder was Koppejan voorzitter van het Christen Democratisch Jongeren Appèl (CDJA).

## Levensloop
Na zijn middelbare school in Middelburg te hebben volbracht, studeerde Koppejan van 1983 tot 1990 politicologie aan de Vrije Universiteit Amsterdam. Hij was van 1986 tot 1988 al betrokken bij het politieke werk in Den Haag, als persoonlijk medewerker van het CDA-Kamerlid Johan de Leeuw. Van 1988 tot 1992 was Koppejan voorzitter van het CDJA, de jongerenorganisatie van het CDA. Inmiddels was hij in dienst getreden van het CNV, waarvoor hij projectmedewerker en bestuurder was.
Van 1995 tot 1999 was Koppejan werkzaam als hoofd van de afdeling communicatie voor het Havenbedrijf Amsterdam. Sinds 1999 is hij eigenaar van twee bedrijven op het gebied van internet en online dienstverlening. Bij de Tweede Kamerverkiezingen van 2006 werd hij gekozen in het parlement. Koppejan werd op 30 november 2006 beëdigd.
Vrijdagmiddag 24 november 2023 werd Ad Koppejan bij de halfjaarlijkse Algemene Vergadering (AV) van Koninklijke Binnenvaart Nederland benoemd als voorzitter.

## Politiek
Koppejan verwierf bekendheid in de Tweede Kamer door als enige lid van de CDA-fractie tegen de ontpoldering van de Hedwigepolder te stemmen. In 2012 legde hij zich neer bij een compromis waarbij een gedeelte van de Hedwigepolder onder water gezet wordt.
In september 2010 vormde hij samen met Ab Klink en Kathleen Ferrier het drietal dat tijdens de kabinetsformatie van 2010 tegen onderhandelingen met de Partij Voor de Vrijheid (PVV) was.
In het regeerakkoord van 2010 staat vermeld dat de Hedwigepolder niet met zekerheid aan de natuur zal worden teruggegeven. Dit kan worden gezien als een aanvullend onderhandelingsinstrument om Koppejan te laten instemmen met de gedoogconstructie met de PVV. Op 21 september 2010 voegde hij daaraan toe dat zijn bezwaren wel op de politieke agenda staan en worden meegewogen bij de beoordeling van het eindresultaat.
Opnieuw zorgde hij samen met Ferrier voor verdeeldheid binnen de fractie naar aanleiding van de achttienjarige asielzoeker Mauro Manuel die in 2003 naar Nederland kwam, maar nooit heeft voldaan aan de eisen voor een verblijfsvergunning. Dit leidde tot een crisisberaad in de nacht van 27 op 28 oktober 2011. Bij de hoofdelijke stemming op 1 november om de minister op te roepen om gebruik te maken van zijn bevoegdheid om Manuel bij uitzondering toch een verblijfsvergunning te verlenen, stemden Koppejan en Ferrier mee met de rest van de partij.

## Persoonlijk
Koppejan is belijdend lid van de Protestantse Kerk in Nederland. Hij is getrouwd en heeft drie kinderen. Zijn echtgenote Annemiek Elsen was lid van de Provinciale Staten in Zeeland. Koppejan woont in Zoutelande.

## Verkiezingsuitslagen
| Verkiezing                                     | Partij                      | Kandidaatnummer | Aantal Stemmen |
| ---------------------------------------------- | --------------------------- | --------------- | -------------- |
| Gemeenteraadsverkiezingen 1994 in Amsterdam    | Christen-Democratisch Appèl | 20              | 37             |
| Tweede Kamerverkiezingen 1998                  | Christen-Democratisch Appèl | 37              | 732            |
| Tweede Kamerverkiezingen 2006                  | Christen-Democratisch Appèl | 26              | 2.065          |
| Tweede Kamerverkiezingen 2010                  | Christen-Democratisch Appèl | 20              | 3.604          |
| Provinciale Statenverkiezingen 2019 in Zeeland | Christen-Democratisch Appèl | 46              |                |